# Fiktive personer i Tomb Raider-serien
Fiktive personer i Tomb Raider-serien inkluderer protagonisten, antagonister, familiemedlemmer, allierede, mv. Serien er separeret i to kontinuiteter. Den første er skrevet af Core Design og var i anvendelse fra 1996 til 2003, og spændte over de første seks spil. Den anden er skrevet af Crystal Dynamics og har været i anvendelse siden 2006 og spænder p.t. over tre spil. Serien blev delt i to efter Eidos Interactive erstattede Core Design med Crystal Dynamics som udvikler af serien, og medførte adskillige biografiske ændringer af både hovedpersonen og andre figurer. Lara Croft Tomb Raider: Anniversary fra 2007, der essentielt er en genskabelse af originalen fra 1996, er baseret tilpasset den nye kontinuitet. Separationen har medført at nogle personer har forskellige forhold til hinanden, nogle eksisterer kun i en af kontinuiteterne og andre har to egentlige biografier.

## Croft-familien

### Lara Croft
Lara Croft er en engelsk arkæolog og eventyrer, født ind i en rig familie til Lord Richard Croft og Lady Amelia Croft. Hun fremstilles oftest som smuk, intelligent og frygtesløs.
I Core Designs kontinuitet inspireres Lara til livet som eventyrer af Werner Von Croy – en østrigskfødt verdenskendt arkæolog. I 1996 hyres Lara af Jacqueline Natla, til at finde en artefakt med forbindelse til Atlantis, og konfronteres flere gange undervejs af Larson Conway og Pierre Dupont. Både Pierre, Larson og Natla ender som offer for Laras bestræbelser, på selv at få artefaktet, og forhindre den katastrofe, der var opstået hvis Natla havde fået den i sin magt. Over de følgende år fortsætter Lara sine eventyr, indtil hun formodes død i Egypten. Hun vender dog tilbage efter Von Croy graver hende ud af ruinerne i pyrademidelandet.
I Crystal Dynamics' kontinuitet styrter Lara og hendes mor ned i Himalayabjergene, da Lara kun er 9 år gammel. I et efterladt buddhisttempel aktiverer de en antik mekanisme, der forårsager Laras mors forsvinden. Hun formodes død, men både Lara og hendes far søger individuelt efter hende i mange år. I Lara Croft Tomb Raider: Legend kommer Lara på sporet og samler de brudte fragmenter af det legendariske sværd, Excalibur, for at åbne portalen til Avalon. Historien fortsættes i det Tomb Raider: Underworld.

### Lord Richard Croft
Lord Richard Croft er Laras far og Lady Amelia Crofts mand. I den Core Designs fortælling tager han afstand til Lara, da hun ændrer sit livssyn og bliver eventyrer. I filmatiseringen, hvor faderen desuden spilles af hovedpersonens rigtige far (Jon Voight overfor Angelina Jolie), har de et tæt forhold, men Richard myrdes koldblodigt af et medlem fra Illuminati. I den sekundære kontinuitet vides det at Richard, ligesom i filmene, selv var en eventyrer, og at ham og Lara ofte har været på de samme steder.

### Lady Amelia Croft
Lady Amelia Croft er Laras mor og Lord Richard Crofts kone. I den første kontinuitet tager hun, ligesom sin mand, afstand til Lara efter hun markant ændrer livssyn. I den nye kontinuitet styrter hun og en 9-årig Lara Croft med fly ned i Himalaya, Nepal, og Amelia forsvinder på mystisk efter et antikt artefakt aktiveres og ryger ud af kontrol.

## Venner af Croft-familien

### Winston Smith
Winston Smith har været Croft-familiens butler gennem mange år. I spillene er han en ældre herre, mens han i filmatiseringerne er betydeligt yngre, og også er med på enkelte ekspeditioner. I spillene ses han i Croft Manor, og har ingen indflydelse på plottet. I Tomb Raider 2 og 3 følger han Lara rundt i huset, og beskytter sig selv med sin tebakke, hvis spilleren affyrer skud på ham. I introduktionsvideoen i Tomb Raider Chronicles sidder han og deler minder med nogle venner gamle venner, umiddelbart efter Lara formodes død i Egypten. I Tomb Raider: Legend står han ved siden af ildstedet i hovedhallen og giver Lara råd i cutscenerne. Han er også til stede i Anniversary-udgaven, men dukker op på forskellige steder i huset. I Crystal Dynamics-spillene ligger Alan Shearman stemme til Winston.

### Zip
Zip beskrives i Tomb Raider: Legend som Laras højre hånd og som en der "kender til alt nørdet."
Hans første optræden i Tomb Raider Chronicles, hvor han hjælper Lara med at bryde ind i Werner Von Croys bygning. De kommunikerer via headset, og Zip hjælper hende med at navigere rundt.
Han vender tilbage i Tomb Raider: Legend, hvor han har en lignende rolle. I Legend overfaldes han og Alister af Laras nye rival Amanda, da hun bryder ind i Croft Manor, i søgen efter den mystiske Ghalalinøgle. De er også med i Cornwall, da Lara finder den autentiske Kong Arthur-grav.
Det er bekræftet at han og Alister vender tilbage i Tomb Raider: Underworld, men deres roller vil være betydeligt mindre. I traileren antydes det, at han vender sig mod Lara.

### Alister Fletcher
Alister Fletcher er med i Tomb Raider: Legend og Tomb Raider: Underworld som Laras medhjælper og ekspert i historie. Undervejs giver han og Zip Lara råd og oplysninger hun forespørger. I Legends begyndelse, og hans første optræden, er han netop kommet tilbage fra Genova, og sættes straks ind i Laras eftersøgen i Bolivia. Senere i Legend overfaldes han og Zip i Croft Manor, da Amanda bryder ind for at finde Ghalalinøglen. Både han og Zip er med Lara i Cornwall, hvor de hjælper hende fra en vogn parkeret foran en nedlagt Kong Arthur-attraktion.

## Antagonister

### Jacqueline Natla
Jacqueline Natla var en af de medlemmer der regerede det tabte kontinent Atlantis. Men hun blev senere forvist for magtmisbrug og fængslet i en kapsel af Qualopec og Tihocan. Hun slipper ud i 1945 under en atombombeprøvesprængning i Los Alamos, New Mexico. Hun tog navnet Jacqueline til sig og grundlagde firmaet Natla Technologies med udgangspunkt i sin videnskabelige ekspertise. I 1996 hyrer hun eventyren Lara Croft til at søge efter Qualopecs stykke af "The Atlantean Scion" i Peru. Senere overfaldes Lara af Larson, der ligeledes var hyret af Natla. Med vished om at Natla havde forrådet hende, beslutter Lara at finde de to sidste dele på egen hånd. Efter at have fundet den sidste del ender Lara i et baghold, hvor det lykkedes Natla og hendes håndlangere at stjæle den sammensatte artefakt. Hun beordrer Lara myrdet, og forlader i en båd med retning mod Atlantis.
I Atlantis afsløres Natlas endelige mål: At bruge artefaktets kræfter til at opfostre en ny race af mutantkreaturer. Under Laras forsøg på at forhindre dette, falder de begge over en kant og mod dybet. Lara griber en afsats og Natla styrter i lavaen i bunden. Netop som Lara skal til at forlade Atlantis, afslører Natla sin sande form, angriber Lara igen og må se sig slået en gang til.
I Tomb Raider: Anniversary ligger Grey DeLisle stemme til Natla. Hendes rolle i plottet er den samme, men visuelt fremstilles hun højere, mere spinkel, med en skarpere ansigtsstruktur, meget langt hår, bleg hud og lange fingre med lange negle. Hun beskriver også sig selv som udødelig. I Tomb Raider: Legend er der adskillige tønder med "Natla Industries"-markater. Da Eric Lindstrom blev spurgt om Natla ville være med i Tomb Raider: Underworld svarede han: "Natla er udødelig, hun kan ikke dø, men jeg siger ikke om hun er med i spillet eller ej!"

### Larson Conway
Larson Conway blev født i Little Rock, Arkansas, USA i 1967. I 1995 arbejder han sammen med Pierre Dupont i et forsøg på at anskaffe sig "Philosopher's Stone" i Rom. Han mødes med Lara under en operaforestilling, for at lave en byttehandel: Mercury Stone for penge. Som Lara skal til at overrække kontanterne tager Pierre hende på skudhold. Som Larson og Pierre skal til at forlade stedet, sparker hun stenen ud af Pierres hånd og springer fra balkonen og ned til scenen. Hun forlader operahuset og flygter gennem Roms gader på en rød scooter kort forfulgt af Pierre og Larson. Pierre og Larson kolliderer med en halvlukket port. De to forfølger hende gennem Rom, mens hun leder efter tre andre sten, der vil lede hende til "Philosopher's Stone." Efter hun finder den sidste sten konfronteres hun af Larson og de to ender i kamp.
I 1996 mødes Larson med Lara i Indien på vegne af Jacqueline Natla. Lara var blevet hyret af Natla til at finde en del af Scion-artefaktet i Peru, mens Larson blev hyret til at udføre at baghold mod hende og tage artefaktet. Lara overvinder ham og fortælles at Natla har sendt Pierre ud efter den anden del. Larson dukker op igen i Egypten, men dræbes koldblodigt af Lara.
Han vender tilbage i Crystal Dynamics genfortælling af det originale spil, Tomb Raider: Anniversary, hvor Dave Wittenberg har lagt stemme til ham. Larson har en mere muskuløs krop i forhold til originalen, bærer også nyt tøj, har en ny frisure og er udstyret med en shotgun. I åbningssekvensen i Indien antyder Lara, i modsætning til i originalen, at de har mødtes før. Hans personlighed er mere imødekommende end tidligere, men er på bundlinjen stadig en fjende. He forbliver klar til at dræbe hende, men sker det i de interaktive cutscenes udtrykker han skuffelse over det. Senere, er der flere gange eksempler på hvor han ikke vil dræbe Lara. Under deres kamp i Peru bruger han kun pistolerne når det mest nødvendigt, og i Egypten forhindrer han "The Kid" i at skyde hende.
I Natlas miner afslører Larson sig selv og blokerer Laras vej. Hun ender med at skyde ham, og i det tilhørende kommentarspor fortælles det at parret havde en særlig kemi, og Lara var dybt rystet over sine handlinger.

### Pierre Dupont
Pierre Dupont blev født i Nantes, Frankrig i 1951. I 1995 samarbejder han med Larson for at finde "Philosopher's Stone" i Rom, Italien. Han mødes med Lara Croft under en opera, for at bytte "Mercury Stone" for penge. Netop som Lara skal til at overrække en kuffert med kontanter, tager Pierre hende på skudhold – i håb om at beholde stenen, og stjæle pengene. Men som Pierre og Larson er på vej væk, sparker Lara stenen ud af Pierres hænder og springer ned fra balkonen til scenen, og slipper ud af operahuset. En jagt indledes, og slutter da Pierre og Larson kører ind i en halvlukket port. De to mænd fortsætter med at forfølge Lara i Rom, mens hun samler tre andre sten, for at finde vej til "Philosopher's Stone." Inde i Colloseum glider Lara fra en afsats, mens Pierre står ved siden af. Hun accepterer aldrig at ligge en finger på ham igen hvis han hjælper hende, men hun fanger ham uforberedt og Pierre ender med selv at glide over kanten.
I slutningen af 1996 hyres Pierre af Jacqueline Natla til at finde den anden del af "Scion"-artefaktet i Grækenland. I St. Francis' Folly forsøger han i flere omgange at dræbe Lara, og de to mødes i Tihocans grav hvor Lara koldblodigt skyder ham.
I Tomb Raider: Anniversary ender episoden ved Tihocans grav betydeligt anderledes. Pierre flygter ud af graven og slås ihjel af kentaurene. Umiddelbart før han dør kaster han Scionen til Lara i håb om at kentaurene vil vende deres opmærksomhed mod hende, men de slår først Pierre ihjel og vender sig derefter mod hende. Ydermere, er Pierre skaldet i Anniversary og langhåret i originalen.

### Amanda Evert
Amanda Evert var ven med Lara i en periode af deres fælles studietid, og begge deltog de i en arkæologisk ekspedition i Paraíso, Peru, hvor Amanda blev efterladt i en formodet druknedød.
Mange år senere mødes de igen, og Amanda bærer nag over at være blevet efterladt, og har tæmmet "den ukendte entitet" som hun i flere omgange angriber Lara med, i deres parallelle jagt på Avalon. Mens Lara er i Ghana bryder Amanda ind i Croft Manor, fordi hun tror Lara er i besiddelse af Ghalalinøglen. Senere, mødes de ansigt til ansigt, for første gang i mange år, ved et nedlagt KGB-facilitet i Kasakhstan, hvor Amanda slipper den ukendte entitet løs for første gang. De konfronterer hinanden igen i Bolivia, efter Lara ankommer med det sammensmeltede Excalibursværd, og Amanda afslører de hemmeligheder Lara søger.

### Werner Von Croy
Werner Von Croy er arkæolog og opdagelsesrejsende, og mentor for Lara Croft i hendes teenageår. Han blev født i Wien, Østrig i 1940.
Da Lara er 16 år, tager Von Croy hende med til Angkor Wat i Cambodja – hendes første eventyr (og træningsbanen i begyndelsen af Tomb Raider: The Last Revelation). I Cambodja forsøger han at lære Lara om respekt for templerne, og ironisk nok, kommer Von Croys afgørende fejltrin efter han selv ikke udviser respekt overfor Angkor Wat-templets skrifter. Von Croy fanges under de kollapsede ruiner, mens Lara slipper væk.
Femten år senere mødes Von Croy og Lara igen. Denne gang jager han Horusamuletten fra Seths grav i Kongernes Dal. Under spillet besættes Von Croy af Seth, så guden kan bruge hans krop til at nå sine mål. Von Croy overværer Laras formodede død i Horustemplet, under en af pyramiderne. Han tilbyder hende hjælp, men graven kollapser over dem.
I Tomb Raider Chronicles fortælles en historie om Laras fortid, hvor hun finder en af Von Croys artefakter i et højteknologisk, amerikansk forretningskvarter. Denne fortælling er også første gang Laras assistent Zip optræder i serien.
Mellem The Last Revelation og The Angel of Darkness udgraver Von Croy Lara i ruinerne, men hun bliver aldrig i stand til at tilgive ham. Der lader dog til at mangle kontinuitet mellem de to spil, i og med Von Croy faktisk kom tilbage efter hende, hvilket det første påstås at han ikke gør. Lara besøger Von Croys lejlighed i Paris, Frankrig på hans opfordring. Men han myrdes af "The Monstrum" – en seriemorder, og spillet The Angel of Darkness begynder.